# Apink
Apink este o formație sud-coreeană creată de IST Entertainment (fostul Play M Entertainment, A Cube Entertainment  și Plan A Entertainment). Formația a debutat pe 19 aprilie 2011 cu EP-ul „Seven Springs of Apink”, având șapte membre sud-coreene: Park Cho-rong, Yoon Bo-mi, Jung Eun-ji, Hong Yoo-kyung, Son Na-eun, Kim Nam-Joo și Oh Ha-Young. Yoo-kyung a părăsit grupul în aprilie 2013 pentru a se concentra asupra studiilor.
De la debutul lor, Apink a câștigat premii la spectacole precum Golden Disc Awards, Seoul Music Awards și Mnet Asian Music Awards. Primul program muzical câștigat a fost pe M Countdown pe 5 ianuarie 2012, pentru „My My” de pe al doilea EP „Snow Pink”. Apink a câștigat mai mult de 30 de premii muzicale și 32 de premii pentru programe muzicale. Până în prezent, Apink a lansat nouă EP-uri, trei albume de studio coreene și trei albume de studio japoneze.
Pe 29 aprilie 2021, Play M Entertainment a anunțat oficial că Naeun a părăsit agenția după expirarea contractului ei exclusiv, în timp ce celelalte cinci membre ale Apink și-au reînnoit contractele cu agenția. Totuși, ea rămâne tot membră a Apink.

## Istoric

### Pre-debut
În februarie 2011, A Cube Entertainment a anunțat prima stagiară pentru noul grup de fete, Apink,  Son Na-eun. Park Cho-rong, care a apărut la sfârșitul videoclipului muzical japonez „Shock” al trupei Beast, s-a alăturat, ca lider al grupului. A Cube a anunțat-o pe Oh Ha-young ca a treia membră. În martie, Jeong Eun-ji a fost introdusă ca a patra membră pe contul de Twitter al lui A Cube printr-un videoclip în care interpreta piesa „Love You I Do” a lui Jennifer Hudson. Hong Yoo-kyung a fost anunțată în mod similar printr-un videoclip online în care cânta la pian. Ultimele două membre, Yoon Bo-mi și Kim Nam-joo, au fost introduse prin intermediul reality show-ului grupului, Apink News.
Înainte de debutul grupului, documentarul Apink News a fost difuzat pe canalul coreean Trend E. Spectacolul a relatat procesul de lansare a Apink.  Episoadele au fost găzduite de diferite vedete, printre care G.NA, Mario, Seung Ho și G.O din MBLAQ, Beast, 4Minute, Jinwoon din 2AM, Sunhwa și Hyoseong din Secret. Cu o săptămână înainte de debutul oficial al lui Apink, au filmat prima reclamă pentru Ceylon Tea.

### 2011: Debutul, succesul în creștere și lansări ulterioare

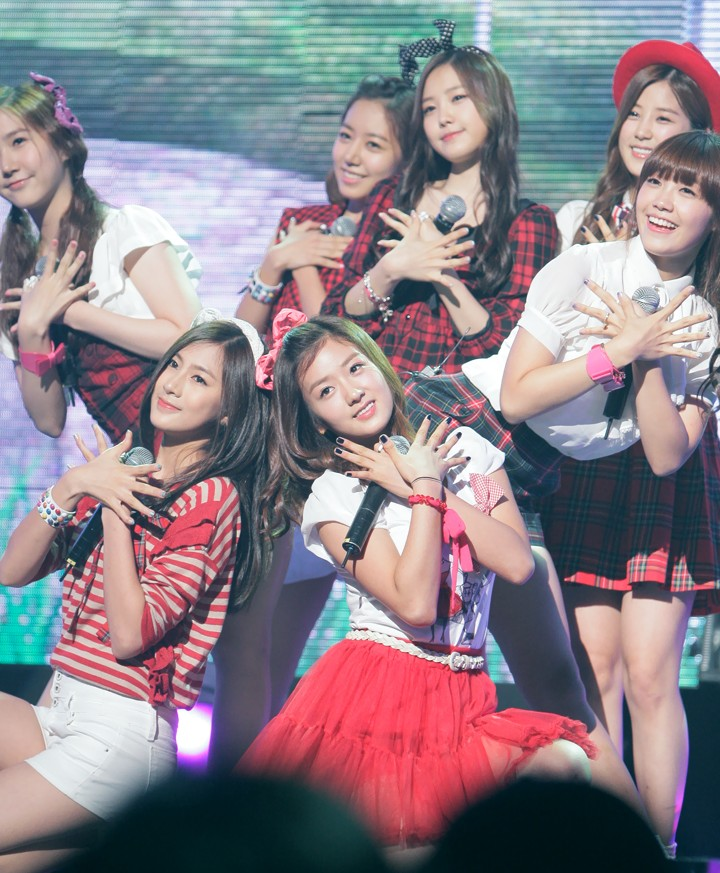
Apink concertând la Global StarCraft II League 2011

Grupul și-a lansat EP-ul de debut, Seven Springs of Apink și videoclipul pentru single-ul său principal, „Mollayo” (몰라요; „I Don't Know”), pe 19 aprilie 2011. Albumul este format din cinci melodii, inclusiv "It Girl" și "Wishlist".  Videoclipul pentru „Mollayo” a fost prezentat de Lee Gi-kwang din Beast. Apink și-a făcut debutul în scenă cu "Mollayo" pe Mnet's M Countdown pe 21 aprilie pentru a-și promova albumul. După câteva luni de promovare a „Mollayo”, au început să promoveze „It Girl”. Apink a înregistrat, de asemenea, piesa „Uri Geunyang Saranghage Haejuseyo” (Please 그냥 사랑 하게 해주세요; „Please Let Us Love”) pentru drama SBS, Protect the Boss, a cărei coloană sonoră a fost lansată în septembrie 2011.
În noiembrie 2011, Apink a început să înregistreze o emisiune de televiziune numită "Birth of a Family" cu trupa de băieți Infinite. Spectacolul a urmat eforturile celor două grupuri de idoli de a îngriji animale abandonate și maltratate pe parcursul a opt săptămâni.
Grupul a lansat al doilea EP, Snow Pink, pe 22 noiembrie 2011, cu single-ul principal „My My”, o melodie compusă de Shinsadong Tiger. Promoțiile pentru „My My” au început pe 25 noiembrie pe Music Bank de la KBS. Promoțiile pentru „My My” includeau o cafenea cu ceai de o zi, care servea fanii pentru a strânge profituri în scopuri caritabile, unde membrii grupului pregăteau singuri mâncarea și băuturile. Membrii au scos la licitație și obiecte personale în scopuri caritabile.
Tot în noiembrie, Apink au primit primul lor premiu, „Female Rookie Award”, la Mnet Asian Music Awards 2011, care a avut loc la Singapore. În decembrie 2011, Apink și Beast au lansat un videoclip cu piesa „Skinny Baby” pentru marca de uniforme școlare Skoolooks. În ianuarie 2012, au primit încă trei „Rookie Awards”, la Korean Culture & Entertainment Awards și Golden Disk Awards de la Osaka și High 1 Seoul Music Awards la Seul.

### 2012–2013: Primul album de studio, plecarea lui Yoo-kyung și succesul comercial

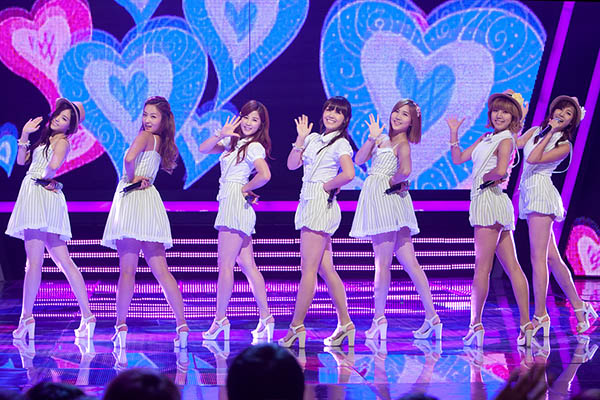
Apink concertând la Mnet M Countdown Smile Thailand Southeast Asia, 2012

În ianuarie 2012, Apink a câștigat primul premiu al spectacolului muzical Mnet's M Countdown pentru "My My". În februarie, au primit premiul „Rookie of the Year” la premiile Gaon Chart. Grupul a concertat la Canadian Music Fest în martie 2012. Apink News a continuat timp de trei sezoane. Pentru sezonul 3, care a început să fie difuzat în iunie 2012, membrele Apink au contribuit ca scenariști, operatori de camere, regizori și în alte locuri de muncă de producție.
Grupul a lansat eponimul "April 19” (4월 19일) pentru a sărbători prima aniversare. Piesa a fost compusă de Kim Jin-hwan, cu versuri ale liderului grupului, Park Cho-rong. Piesa a fost inclusă pe primul lor album de studio, Une Année, care a fost lansat pe 9 mai 2012. Grupul a început promovarea albumului cu apariții săptămânale la programele muzicale pentru a interpreta piesa "Hush” până în iunie. Au continuat să promoveze albumul în iulie, odată cu lansarea celui de-al treilea single de pe album, "Bubibu”.  Single-ul a fost ales de fani printr-un sondaj pe site-ul Mnet.
În ianuarie 2013, Apink a înregistrat un alt single cu Beast pentru a promova Skoolooks. Pe 5 ianuarie, la concertul AIA K-POP 2013 din Hong Kong, grupul a interpretat mai multe dintre piesele lor împreună cu alte grupuri Cube Entertainment, 4Minute și Beast. În aprilie 2013, Play M Entertainment a lansat declarația conform căreia Hong Yoo-kyung a părăsit grupul din cauza programelor educaționale, iar Apink va continua ca grup din șase membre.
Cel de-al treilea EP al grupului, Secret Garden, și piesa principală, "NoNoNo", au fost lansate pe 5 iulie 2013. "NoNoNo” a fost cel mai mare single din top al grupului, ajungând pe locul 2 în K-Pop Hot 100 al Billboard. În noiembrie 2013, la Mnet Asian Music Awards 2013, Apink a primit premiul Next Generation Global Star. În decembrie, Apink a colaborat cu Cube Entertainment, Beast, 4Minute, BTOB, G.NA, Roh Ji-hoon, Shin Ji-hoon și Kim Kiri pentru a lansa „Christmas Song”. În aceeași lună, au înregistrat un single în colaborare cu B.A.P, intitulat „Mini” pentru Skoolooks.
În iulie 2013, Apink au fost selectate ca ambasadoare onorifice pentru Seoul Character & Licensing Fair 2013.

### 2014–2016: Creșterea popularității și debutul japonez

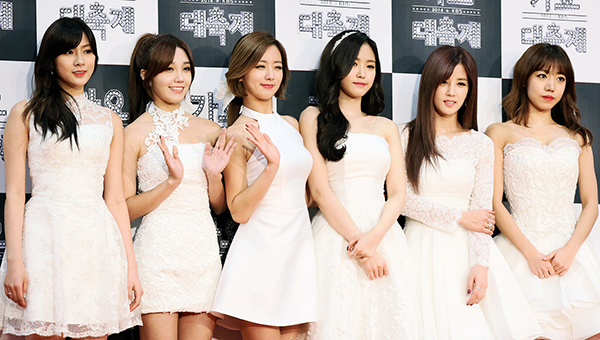
Apink pe covorul roșu la KBS Song Festival 2014

Pe 13 ianuarie 2014, Apink a lansat „Good Morning Baby”, o melodie compusă de Duble Sidekick, pentru a sărbători cea de-a 1.000-a zi de la debutul grupului. Melodia a atins numărul 6 în topul săptămânal al Gaon. Al patrulea EP, Pink Blossom, și videoclipul melodiei sale, „Mr. Chu”, de Duble Sidekick, au fost lansate pe 31 martie. Piesa a ajuns pe locul 2 în K-Pop Hot 100 de la Billboard. Apink a câștigat șase trofee la spectacolele muzicale pentru „Mr. Chu”, iar piesa a fost a opta cea mai bine vândută piesă digitală din 2014, conform topului de la sfârșitul anului al Gaon.
În iunie 2014, Yoon Bomi și Kim Namjoo au format o subunitate numită Apink BnN, care a lansat single-ul „My Darling” pentru Brave Brothers '10th Anniversary Project. "My Darling” a fost inclus ulterior în Pink Luv, al cincilea EP al Apink. Single-ul „Break Up to Make Up” pentru proiectul A Cube for Season #Sky Blue, cu Jeong Eunji și colegul de agenție Huh Gak, a fost lansat pe 8 iulie, ocupând primul loc în topul digital săptămânal al Gaon.
Apink a debutat în Japonia pe 4 august la Tokyo și pe 15 septembrie la Osaka cu 6.000 de fani prezenți. Primul lor single în limba japoneză, „NoNoNo”, care include și o versiune japoneză a „My My”, a fost lansat pe 22 octombrie. Single-ul a fost numărul 4 în topul săptămânal al single-urilor Oricon. Peste 20.000 de fani s-ar fi adunat pentru evenimentele de debut organizate în trei orașe japoneze.
În august, Apink a fost aleasă să înlocuiască trupa Beast la reality show-ul MBC Every1, Showtime. Apink's Showtime a fost difuzat pentru prima dată pe 7 august 2014 și au existat în total opt episoade. Spectacolul a urmat activitățile zilnice ale Apink.
Apink a debutat în Japonia cu un showcase pe 4 august la Tokyo și pe 15 septembrie la Osaka, cu 6.000 de fani prezenți.  Primul lor single în limba japoneză, „NoNoNo”, care include și o versiune japoneză a „My My”, a fost lansat pe 22 octombrie. Single-ul a fost numărul 4 în topul săptămânal al single-urilor Oricon. Peste 20.000 de fani s-au adunat pentru evenimentele lor de debut organizate în trei orașe japoneze.
Din septembrie până în noiembrie 2014, Apink a strâns fonduri pentru Seungil Hope Foundation pentru a construi un spital pentru pacienții cu SLA. În noiembrie, clubul de fani online al lui Apink a depășit 100.000 de membri. Pe 13 noiembrie, Apink a primit premiul pentru cel mai bun dans feminin la a 6-a ediție a MelOn Music Awards pentru videoclipul piesei „Mr. Chu”.
În noiembrie 2014, grupul a lansat cel de-al cincilea EP, Pink Luv, precum și videoclipul piesei principale, „Luv”, care a fost compus de Shinsadong Tiger. Cântecul a fost primul număr 1 al lui Apink în topurile digitale săptămânale și lunare ale Gaon, iar Pink Luv a ocupat primul loc în topul săptămânal al albumelor Gaon în prima sa săptămână de la lansare. Apink a cântat pentru prima dată „Luv” în direct la un showcase pe 20 noiembrie, urmat de un spectacol la Music Bank a doua zi, înainte de lansarea albumului. Grupul a câștigat primul loc la toate cele trei spectacole majore de muzică coreeană două săptămâni la rând, singurul grup de fete care a făcut acest lucru în 2014. Pe lângă The Show și Music Core, ele au câștigat și o coroană triplă la Inkigayo, care permite doar trei victorii înainte de a elimina o melodie din competiție. Ele au încheiat anul câștigând toate spectacolele muzicale din decembrie cu „Luv”. În clasamentul de sfârșit de an al Gaon, Apink a fost al treilea cel mai bine vândut grup de fete în 2014.

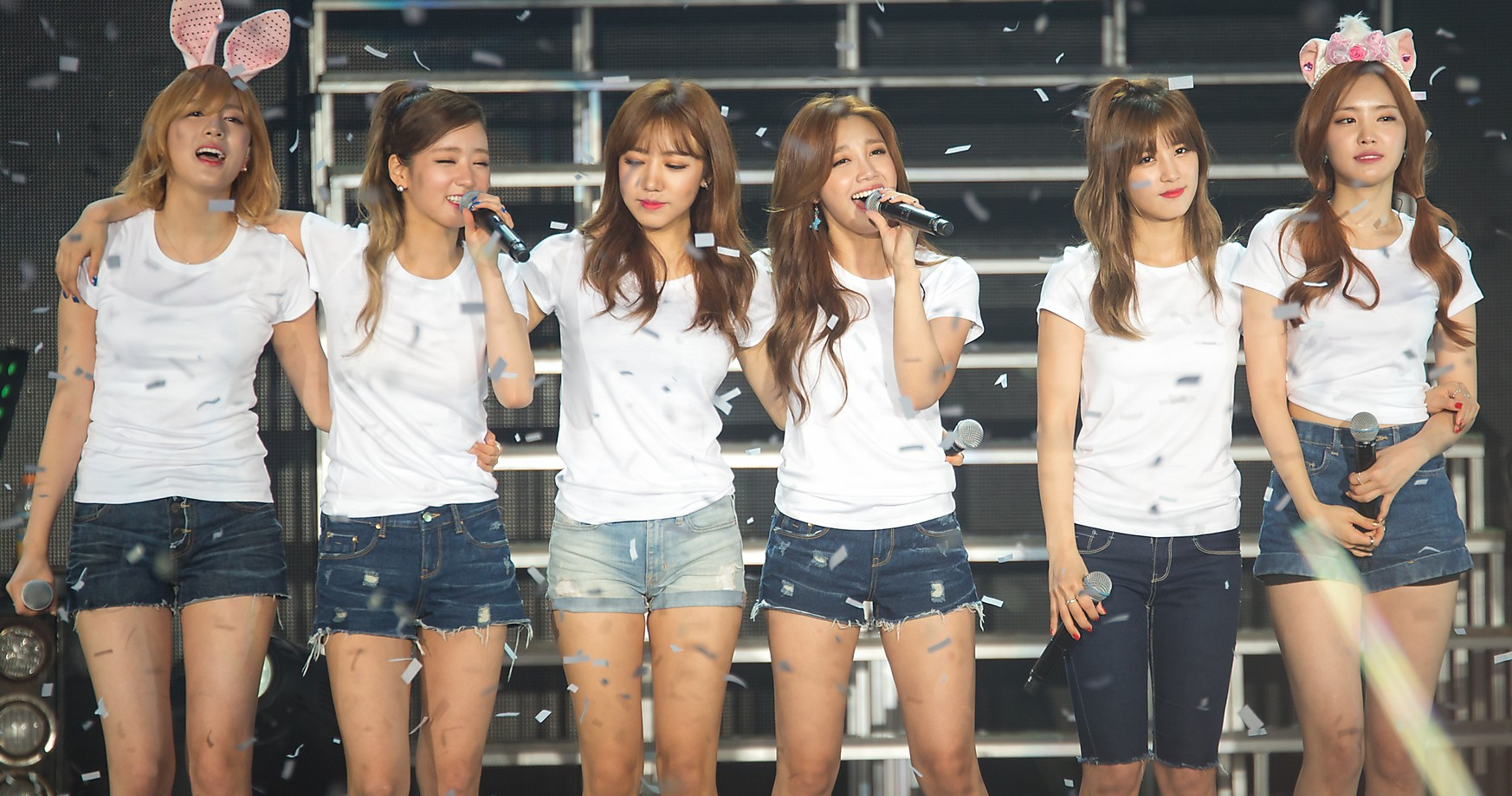
Apink în timpul concertului Pink Paradise în Shanghai, mai 2015

Pe 10 ianuarie 2015, Apink a devenit primul grup care a câștigat cinci premii consecutive la Music Core. În aceeași lună, grupul a primit premiile „Digital Bonsang” și „Best Female Performance Group” la cea de-a 29-a ediție a premiilor Golden Disk din Beijing, premiile „Bonsang” și „Popularity” la Seoul Music Awards, „Best Female Group” la Korean Culture and Entertainment Awards și „Best Single of December” la Gaon Chart K-Pop Awards. Primul lor concert mare, numit „Pink Paradise”, a avut loc în Olympic Hall, Olympic Park, pe 30 și 31 ianuarie. Cele 7.200 de bilete la concert s-au epuizat în două minute după ce au fost puse în vânzare. Apink a lansat o versiune japoneză a „Mr. Chu” pe 18 februarie 2015, care includea și o versiune japoneză a „Hush”. A ajuns pe locul 2 în topul săptămânal al single-urilor Oricon, vânzând 54.000 de exemplare în prima săptămână de la lansare.
În februarie 2015, Apink a intrat pentru prima dată în Forbes Korea Power Celebrity la numărul 18. În aceeași lună, grupul a fost ales drept unul dintre cei mai buni 3 artiști noi (Asia) la premiile Japan Gold Disc Awards, susținute de Recording Industry Association of Japan (RIAJ).
Apink a fost primul lor concert în străinătate „Pink Paradise” în Singapore la The MAX Pavilion pe 22 martie. Au apărut la Korean Times Music Festival din Los Angeles în mai, evenimentul Music Bank din Hanoi, Vietnam și au interpretat „Pink Paradise" în Shanghai.
Apink a lansat un single intitulat „Promise U” pe 19 aprilie, scris de Jeong Eun-ji pentru a comemora cea de-a patra aniversare a grupului. O versiune japoneză a „Luv” a fost lansată pe 20 mai ca al treilea single, cu „Good Morning Baby” ca piesă secundară. Ele au interpretat melodia pentru prima dată la „Girls Award 2015 Spring/Summer” din Tokyo pe 29 aprilie înainte de lansare. Grupul a organizat, de asemenea, evenimente de lansare în patru orașe, Tokyo, Sapporo, Okayama și Osaka, ca parte a evenimentului promoțional.
Pe 16 iulie, grupul a lansat al doilea album de lungă durată, Pink Memory, împreună cu piesa principală „Remember”. Pe 22 și 23 august, grupul a susținut al doilea concert „Pink Island” la Jamsil Indoor Stadium, după care a început activități în străinătate, inclusiv o întâlnire cu fani în Thailanda, au organizat primul lor turneu în Japonia și o reprezentație la MTV World Stage în  Malaezia 2015. Pe 26 august, grupul a lansat primul album japonez de lungă durată Pink Season.
În noiembrie 2015, Apink și-au anunțat primul turneu în America de Nord și urmau să cânte la Vancouver, Dallas, San Francisco și Los Angeles. Cel de-al patrulea single japonez al grupului „Sunday Monday” a fost lansat pe 9 decembrie, împreună cu versiunea japoneză a „Petal” ca piesa secundară. La sfârșitul anului 2015, Apink au fost primite în Top 10 la MelOn Music Awards. Grupul a încheiat anul ca al doilea cel mai bine vândut grup de fete din 2015, cu vânzări albumelor Pink LUV și Pink Memory.
Apink și-a început turneul nord-american pe 5 ianuarie la Vancouver, urmat de spectacole în Dallas, San Francisco și Los Angeles. În aceeași lună, au fost premiate cu Bonsang la Seoul Music Awards și Disk Bonsang la Golden Disk Awards. Pe 24 ianuarie, grupul a fost invitat să participe la KKBOX Music Awards din Taiwan. Pe 25 februarie, grupul a lansat videoclipul pentru prima lor melodie originală japoneză, numită „Brand New Days”.  Cântecul este melodia de generic pentru anime-ul Rilu Rilu Fairilu ~Yousei No Door~. Grupul a jucat la cea de-a 10-a ediție a premiilor Asia Film Awards pe 17 martie. Pe 2 aprilie, grupul a susținut un mini concert „Pink Memory Day” în Singapore. Pe 19 aprilie, Apink a lansat un single digital intitulat „The Wave”, scris de Park Cho-rong pentru a sărbători cea de-a 5-a aniversare, împreună cu un album foto numit „Girls’ Sweet Repose”.

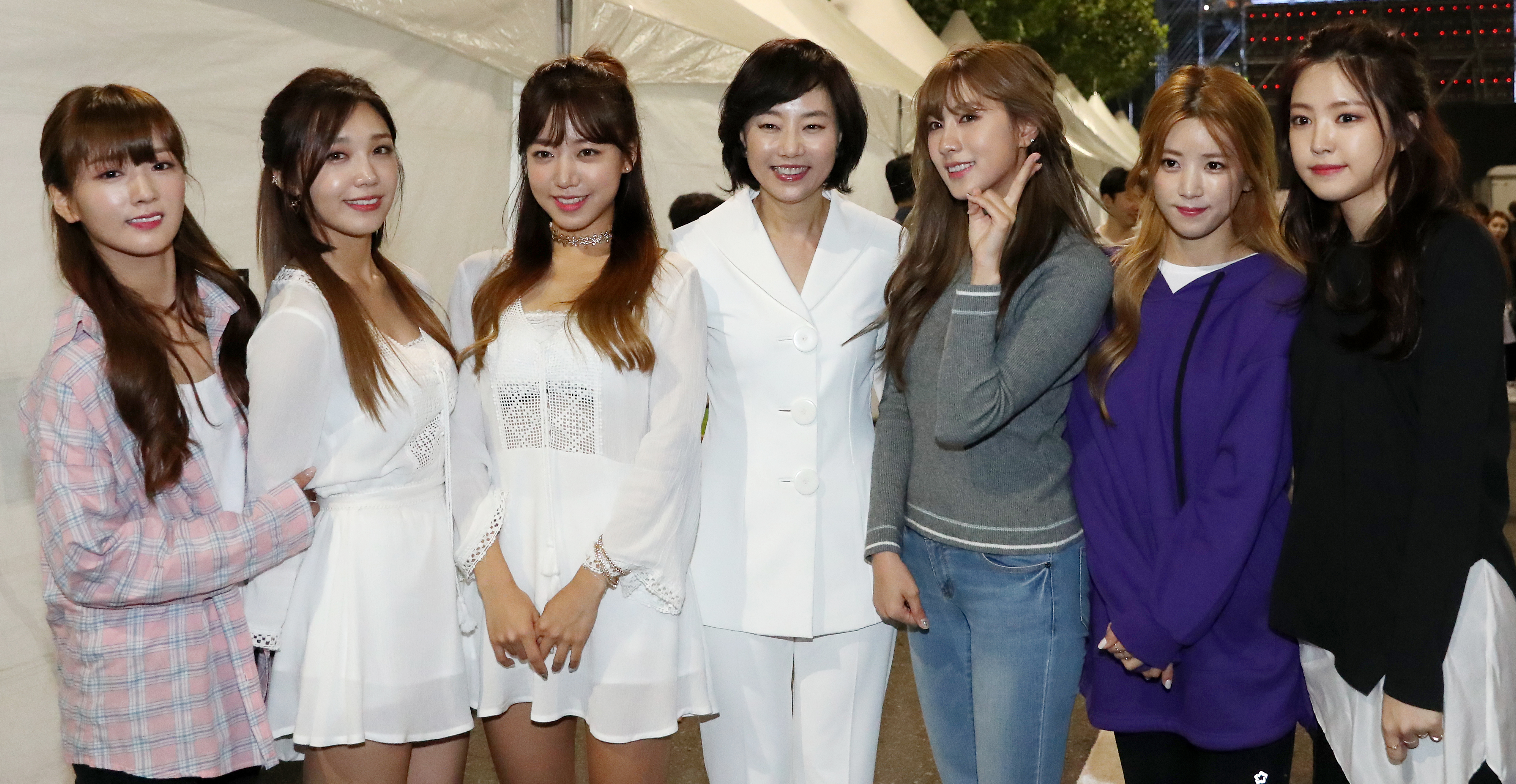
Apink la ceremonia de deschidere a Korea Sale Festa, 30 septembrie 2016

Apink a cântat alături de trupele internaționale OneRepublic, Far East Movement, Bebe Rexha și artiștii filipinezi Gary Valenciano, fiul său Gabriel, James Reid și Nadine Luster la MTV Music Evolution în Manila pe 24 iunie. Apink a susținut al doilea turneu în Japonia în iulie, începând cu Sapporo pe 7 iulie. Ele au cântat în fața a 20.000 de fani de-a lungul a șase concerte în cinci orașe și era programat să lanseze al șaselea lor single japonez, „Summer Time!”, pe 3 august. Pentru a promova cântecul, Apink a organizat evenimente de lansare în șapte orașe diferite, între 1 și 7 august, începând cu Fukuoka, urmate de evenimente la Hiroshima, Nagoya, Osaka, Kobe, Tokyo și Niigata.
Apink a lansat al treilea album coreean de lungă durată, Pink Revolution, pe 26 septembrie 2016, după o pauză de un an și două luni, cel mai lung album al grupului de la debut. Piesa de titlu, „Only One” (내가 설렐 수 있게), a fost folosită pentru a promova albumul împreună cu piesele secundare „Boom Pow Love” și „Ding Dong”. În aceeași zi, au susținut o prezentare care a fost transmisă în direct prin aplicația V-live. Apink a lucrat cu Black Eyed Pilseung pentru piesa principală, precum și cu producători cunoscuți precum Shinsadong Tiger și Dsign Music pentru piesele secundare. „Only One” a ajuns pe primul loc în șapte topuri muzicale din Coreea la doar câteva ore după lansare. În timpul prezentării, lidera Cho-Rong a declarat că Pink Revolution va încorpora un nou sentiment al creșterii și maturității lui Apink de la debut, în timp ce Eun-ji a explicat că Apink va începe să se concentreze pe crearea de muzică complexă și frumoasă, mai degrabă decât pe piese care „sunt pur și simplu  distractive și atrăgătoare. Apink a promovat „Only One” și Pink Revolution timp de aproape o lună, iar albumul a vândut de atunci peste 50.000 de copii în Coreea de Sud.
În noiembrie 2016, Apink și-a început turneul Asia "Pink Aurora", care a avut loc în numeroase țări din Asia de Est, inclusiv Taiwan și Singapore. Plan A Entertainment a anunțat, de asemenea, al treilea concert coreean Apink, „Pink Party”, care a avut loc la Seul pe 17 și 18 decembrie. După acest anunț, biletele s-au epuizat în mai puțin de două minute. Tot în acest timp, Apink s-a întors în Japonia pentru a-și promova al doilea album japonez, Pink Doll, care urma să fie lansat în Japonia pe 21 decembrie.
Pe 30 noiembrie, Plan A Entertainment a anunțat prin Naver că Apink se va întoarce pe 15 decembrie cu primul lor album special, Dear, în ciuda activităților și promoțiilor riguroase de la sfârșitul anului 2016. Plan A a declarat că albumul va prețui dragostea și sprijinul fanilor de la debutul lor încoace. Dear are cinci piese noi originale, dintre care trei sunt duete cântate și scrise exclusiv de perechi de membre. Un videoclip pentru piesa principală a albumului, „Cause You're My Star”, a fost încărcat pe YouTube pe canalul oficial 1theK și Apink.  Albumul a inclus, de asemenea, versiuni instrumentale și balade ale hiturilor anterioare ale Apink, inclusiv "Mr. Chu”, "NoNoNo”, "Luv” și "19 April”.

### 2017-prezent: Reinventarea și recunoașterea internațională

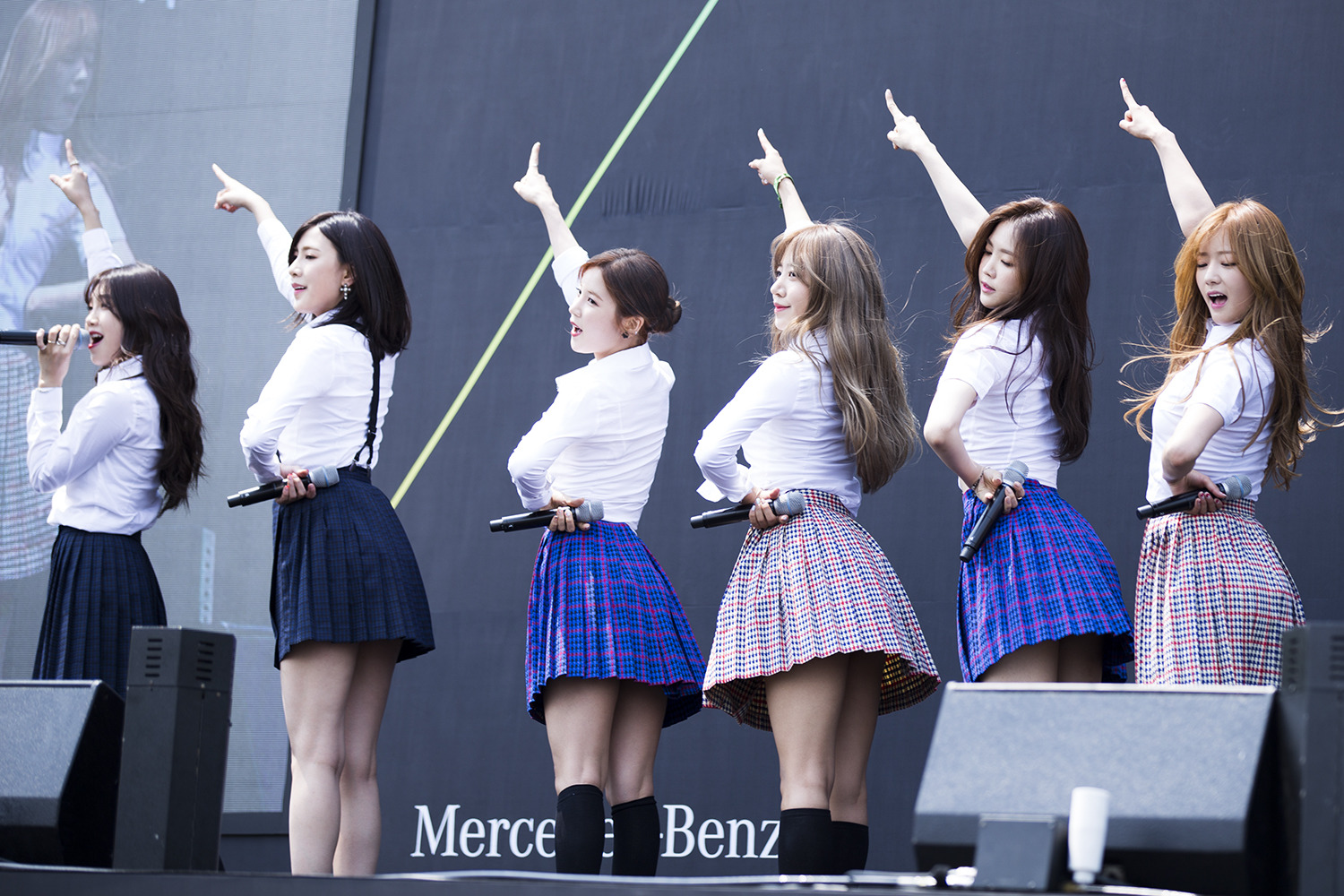
Apink concertând la Mercedes Benz Donatic & Race Event în mai 2017

Pe 21 martie, Apink a lansat al șaptelea single japonez, „Bye Bye”. Al doilea mini album al lui Eun-Ji, The Space, și piesa principală, „The Spring”, au fost lansate pe 10 aprilie. Pe 19 aprilie, Apink a lansat o altă melodie pentru fani, „Always”. Primul concert solo al lui Eun-ji a avut loc în perioada 3-5 iunie.
Pe 26 iunie a fost lansat Pink UP, împreună cu single-ul „Five”, scris de Shinsadong Tiger. În prima sa săptămână de la lansare, Pink UP a ocupat topul Gaon Album Chart, primul de la Pink Luv. „Five” a atins numărul 4 în topul digital.
Apink a lansat al optulea single japonez "Motto GO! GO!" pe 25 iulie și a promovat piesa ținând cel de-al treilea turneu japonez, „3 Years” - cântând la Kobe pe 22, Nagoya pe 26 și Yokohama pe 30 iulie. În colaborare cu colegii Huh Gak și Victon, Apink a lansat pe 3 august, un remake al piesei "Oasis" a trupei Brown Eyed Girls din 2007.
Începând din august, Apink și-a început turneul Pink Up Asia, cântând în Hong Kong, Bangkok și Taipei. În octombrie, Apink s-a întors în Japonia pentru a-și promova cel de-al nouălea single japonez, „Orion”, iar mai târziu în aceeași lună a anunțat și închiderea clubului lor japonez de fani „Panda Japan”. La Asia Artist Awards din 15 noiembrie, Apink a câștigat premiul „Best Celebrity Award”.

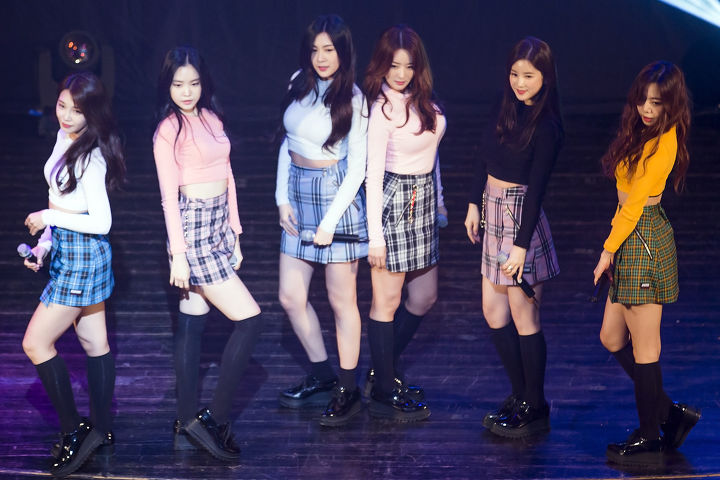
Apink concertând la cea de-a 50-a aniversare a Jeolla High School în martie 2018

Apink a susținut al patrulea concert coreean Pink Space la Seul pe 12 și 13 ianuarie. Concertul, care a fost anunțat în decembrie, a vândut bilete la trei minute după anunț. În sărbătoarea celei de-a șaptea aniversări, Apink a lansat single-ul "Miracle" și o carte foto pe 19 aprilie, urmată de o întâlnire a fanilor care a avut loc pe 21 aprilie.
Pe 2 iulie, Apink a lansat al șaptelea mini album One & Six. Piesa de titlu, "I'm So Sick” (coreeană: 1도 없어), a fost folosită pentru a promova albumul împreună cu piesa secundară „Alright”. Încă o dată, Apink a lucrat cu colaboratorul obișnuit Black Eyed Pilseung pentru piesa principală, care a produs anterior piesa "Only One”. Odată cu această revenire, Apink a luat-o într-o direcție diferită conceptual, cu o imagine mai îndrăzneață și un sunet mai sofisticat. "I'm So Sick” a ocupat mai multe topuri muzicale în Coreea de Sud după lansare. Albumul în sine a fost în fruntea clasamentului Gaon și le-a determinat pe Apink să ajungă la cea mai înaltă poziție din topul Billboard’s World Albums la numărul 11. Billboard a ales piesa principală ca una dintre cele mai bune 20 de melodii K-Pop din 2018, menționând că „s-a simțit un pic meta - în timp ce grupul de fete din șase membri și-a schimbat imaginea în ceva mult mai convingător".
În august, Apink au început un alt turneu în Asia, vizitând Hong Kong, Kuala Lumpur, Jakarta, Singapore, Tokyo și Taipei. Pe 1 decembrie, Apink a primit premiul Top 10 Artists la MelOn Music Awards pentru piesa lor „I'm So Sick”.

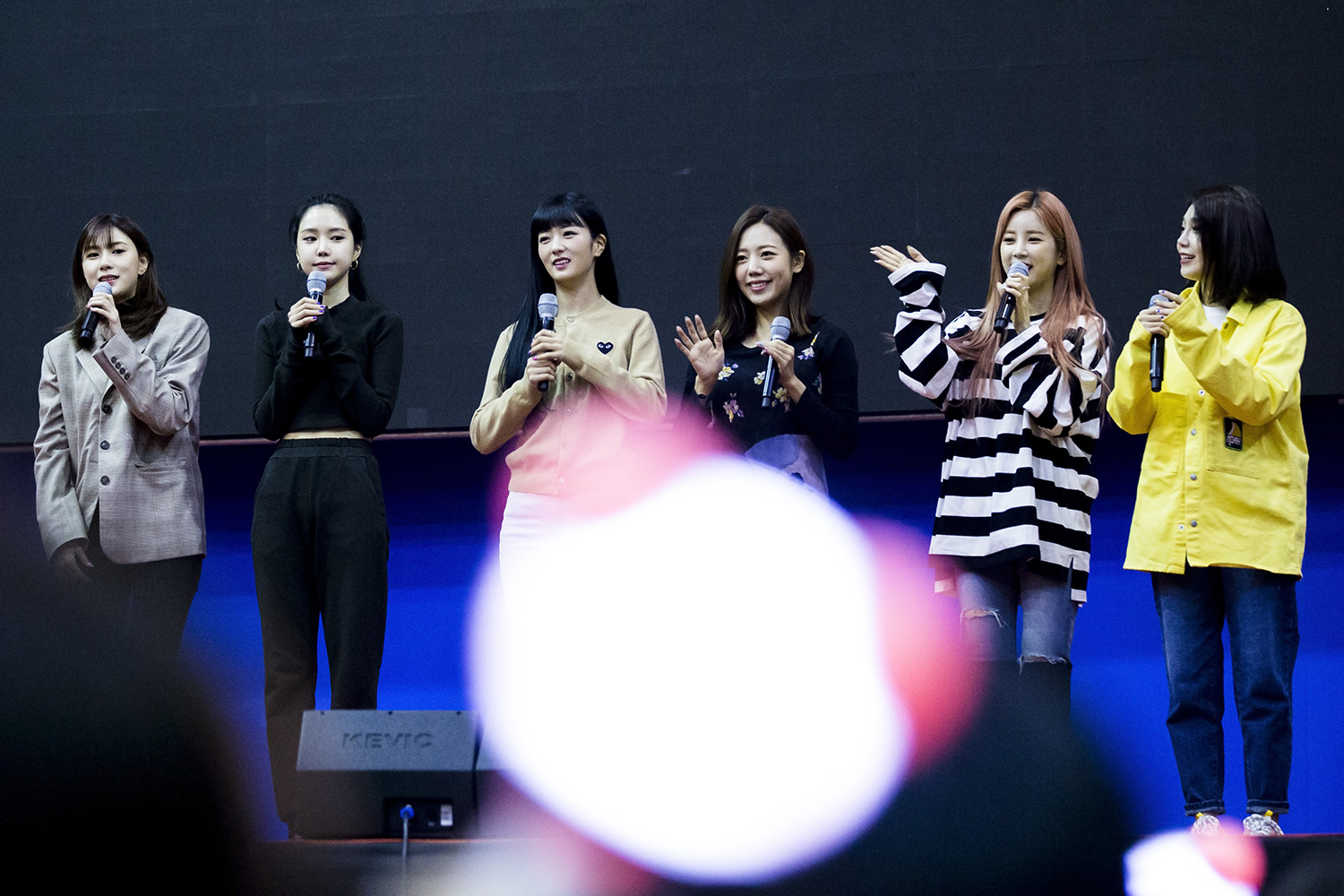
Apink participând la o întâlnire a fanilor în ianuarie 2019

Apink a susținut al cincilea concert coreean Pink Collection: Red and White la Seul pe 5 și 6 ianuarie. Concertul, care a fost anunțat în decembrie, a epuizat toate biletele la trei minute după anunț. Acesta a fost urmat de concertul Apink Japan Live Pink Collection la Tokyo, care a avut loc pe 2 și 3 februarie.
Pe 7 ianuarie, Apink a lansat al optulea mini album Percent, împreună cu single-ul "%% (Eung Eung)”, compus de colaboratorii frecvenți Black Eyed Pilseung și Jeon Goon. Single-ul, care a continuat noua direcție luată de grup cu "I'm So Sick”, a ajuns în fruntea câtorva topuri muzicale din Coreea de Sud după lansare și a ajuns pe locul 17 în topul digital Gaon, în timp ce albumul a ajuns Nr. 3 în topul coreean și nr. 14 în topul Billboard World Albums. Pentru a promova noul album, Apink a interpretat "%% (Eung Eung)” la diferite emisiuni muzicale, împreună cu piesa secundară "Hug Me”, pentru o perioadă de două săptămâni începând cu 9 ianuarie.
Pentru a sărbători cea de-a 8-a aniversare, Apink a lansat single-ul digital "Everybody Ready?”  dedicat fanilor pe 19 aprilie.
Pe 13 martie 2020, Play M Entertainment a anunțat că Apink va reveni în aprilie. Pe 13 aprilie, Apink a lansat al nouălea mini-album Look, precum și single-ul, "Dumhdurum”. "Dumhdurum” a fost compus și scris de Black Eyed Pilseung și Jeon Goon, care au lucrat la piesele lor anterioare "I'm So Sick” și "%% (Eung Eung)”. La lansare, piesa a ocupat patru topuri importante în timp real în Coreea de Sud și a devenit prima lor melodie care a ajuns pe primul loc pe Melon în 5 ani, de la "Remember”. Pentru a promova noul album, Apink a interpretat "Dumhdurum” la diferite spectacole muzicale, împreună cu piesele secundare "Be Myself”, "Love is Blind” și "Moment” pentru o perioadă de două săptămâni începând cu 17 aprilie. "Look” a debutat pe locul 2 în Gaon Album Chart, în timp ce "Dumhdurum” a ajuns pe locul 2 în Digital Chart, oferind grupului cel de-al nouălea top 10 single. "Dumhdurum” s-a clasat, de asemenea, pe locul 2 în topul melodiilor K-pop din Billboard din 2020.
Pentru a sărbători cea de-a 10-a aniversare, Apink a lansat un nou single digital pe 19 aprilie 2021 numit "Thank you".
Pe 29 aprilie 2021, Play M Entertainment a anunțat că membra Naeun a decis să nu-și reînnoiască contractul cu compania, în timp ce celelalte cinci membre și-au reînnoit contractele. Odată cu schimbarea companiei, grupul nu va fi desființat și va rămâne un grup de șase membri.
În decembrie 2021, IST Entertainment a anunțat că Apink vor avea o nouă revenire în februarie 2022.

## Imaginea și stilul muzical

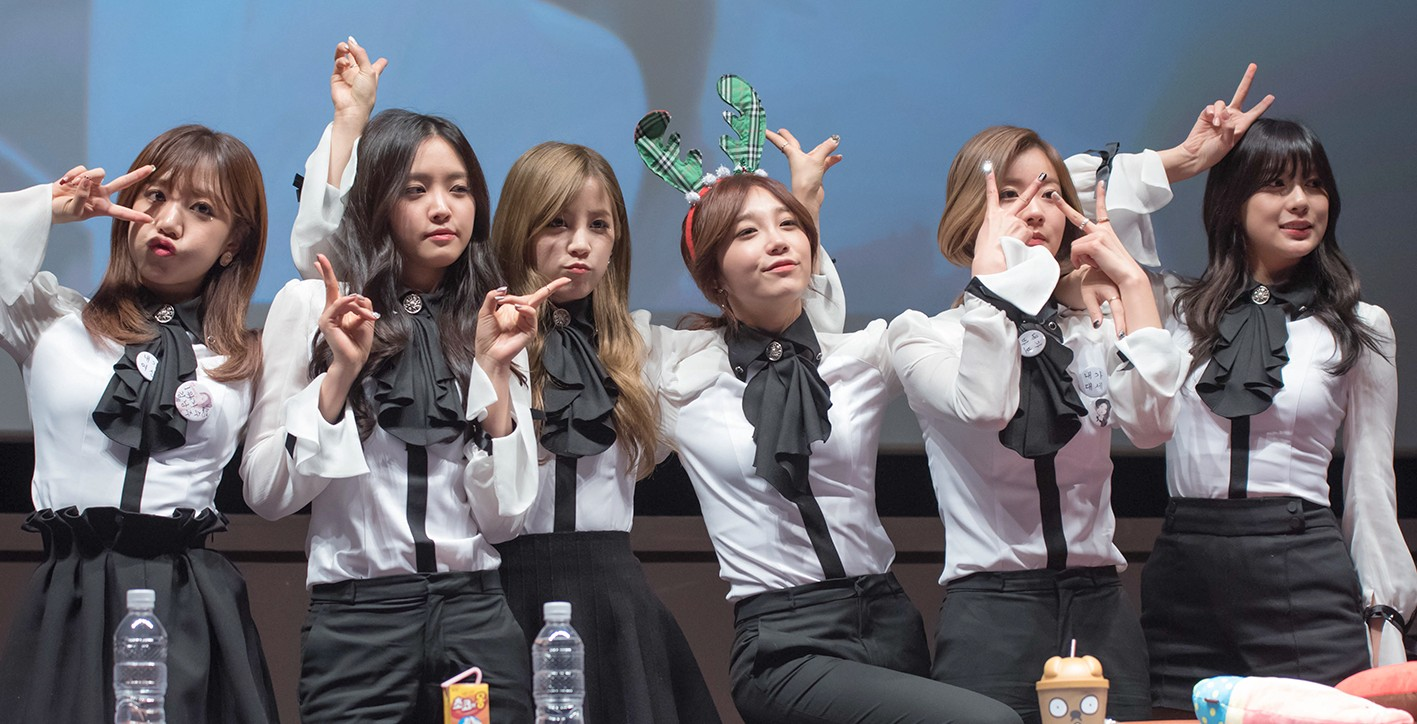
Apink la un eveniment dedicat fanilor, decembrie 2014

Imaginea și stilul muzical al lui Apink sunt adesea comparate cu grupurile de fete din prima generație, S.E.S. și Fin.K.L. Apink are o imagine inocentă și feminină, neobișnuită printre conceptele sexy ale grupurilor de fete. În 2012, membra Oh Ha-young a spus: „Alte grupuri de fete din zilele noastre tind să-și evidențieze abilitățile de dans și aspectul sexy, dar conceptul nostru a fost o imagine inocentă și pură. Cred că de aceea publicul s-a simțit confortabil cu noi”. Cu toate acestea, cu versiuni ca „Luv” din 2014 și „Remember” din 2015 s-au abătut și au arătat o latură mai matură și sensibilă a grupului, păstrându-și totuși inocența de marcă.
Muzica lui Apink se încadrează în general în genul bubblegum pop, cu versuri vesele. Jeff Benjamin de la Billboard a comentat că „My My” ia reamintit de bubblegum pop-ul de la începutul anilor 2000, „NoNoNo” a fost influențat de synth-pop-ul din 1980 și „Luv” amintește de hip-hop-ul anilor 1990, în timp ce îl amesteca cu melancolia baladei, o melodie de dragoste pierdută cu tematică de toamnă. „Mr. Chu”, lansat în primăvara anului 2014, continuă o serie de piese bubblegum pop marca Apink, care este „foarte Apink”. Între timp, piesa principală „Remember” este o „melodie veselă de tip synth-pop care amintește despre o dragoste de vară” și „are un ritm rapid și un sunet vintage pentru a bate căldura verii”. Piesa lor din 2016, „Only One”, este descrisă ca fiind matură, amestecând R&B mid-tempo și dance-pop cu ritmuri subtile de hip-hop, în timp ce melodia de genul „Boom Pow Love” arată o vibrație energetică mult mai urbană, cu ritmuri pulsante.  în comparație cu hiturile lor anterioare.
Odată cu lansarea piesei „I'm So Sick” din 2018, Apink a arătat o schimbare în stilul lor muzical, trecând către un sunet mai matur și sofisticat. Piesa, cu utilizarea autotune-ului, a sintetizatorului, a ritmurilor house și a conținutului său liric de a nu mai avea nici măcar un pic de sentiment pentru un fost, face din „I'm So Sick” o piesă mult mai îndrăzneață decât pentru cea ce era cunoscută Apink. „%% (Eung Eung)” din 2019 face cam același lucru. Folosirea de „izzy snyths, bătăi rapide și lovituri de percuție pe măsură ce membrii cântă despre tipul de persoană pe care ar trebui să o iubească” fac din %% (Eung Eung) o altă melodie care se abate de la o mare parte din lucrările anterioare ale lui Apink.

## Discografie
Albume coreene
- Une Année (2012)
- Pink Memory (2015)
- Pink Revolution (2016)
- Miracle (Single) (2018)

Albume japoneze
- Pink Season (2015)
- Pink Doll (2016)
- Pink Stories (2017)

Piese extinse (EP-uri)
- Seven Springs of Apink (2011)
- Snow Pink (2011)
- Secret Garden (2013)
- Pink Blossom (2014)
- Pink Luv (2014)
- Pink Up (2017)
- One & Six (2018)
- Percent (2019)
- Look (2020)

Albume compilație
- 2011-2014 Best of Apink - Korean Version (2014)
- Dear (2016)
- Apink Single Collection (2018)
- Horn (2022)

Single-uri
Coreene
- I Don't Know (몰라요) (2011)
- It Girl (Remix) (2011)
- My My (2011)
- April 19th (2012)
- Hush (2012)
- Bubibu (Remix) (2012)
- NoNoNo (2013)
- Good Morning Baby (2014)
- Sunday Monday (2014)
- Mr. Chu (On Stage) (2014)
- My Darling (Apink BnN) (2014)
- Luv (2014)
- Promise U (새끼손가락) (2015)
- Remember (2015)
- Petal (2015)
- The Wave (네가 손짓해주면) (2016)
- Only One (내가 설렐 수 있게) (2016)
- Cause You're My Star (별의 별) (2016)
- Always (2017)
- Five (2017)
- Miracle (기적 같은 이야기) (2018)
- I'm So Sick (1도 없어) (2018)
- %% (Eung Eung) (응응) (2019)
- Dumhdurum (덤더럼) (2020)
- Thank you (고마워) (2021)
- Dilemma (2022)

Japoneze
- NoNoNo (Jpn. Version) (2014)
- Mr. Chu (Jpn. Version) (2015)
- Luv (Jpn. Version) (2015)
- Sunday Monday (Jpn. Version) (2015)
- Brand New Days (2016)
- Summer Time (2016)
- Bye Bye (2017)
- Motto GO!GO! (2017)
- Orion (2017)

## Concerte și turnee
Turnee coreene
- Pink Paradise (2015)
- Pink Island (2015)
- Pink Party (2016)
- Pink Space (2018)
- Pink Collection: Red and White (2019)
- Welcome to Pink World (2020)

Turnee japoneze
- Apink 1st Live Tour - Pink Season (2015)
- Apink 2nd Live Tour - Pink Summer (2016)
- Apink 3rd Live Tour - 3 Years (2017)
- Apink Japan Live Pink Collection (2019)

Turnee prin Asia
- Apink Secret Garden in Singapore - Vizit Korea (2013)
- Pink Paradise Asia Tour (2015)
- Apink Pink Memory Day in Singapore Mini Concert & Fan Meeting (2016)
- Pink Aurora Asia Tour (2016-2017)
- Pink Up Asia Tour (2017)
- One & Six Asia Tour (2018)

Turnee americane
- Pink Memory: Apink North America Tour (2016)

Reprezentație online
- Pink Of The Year (2020)

## Filmografie
Apink a început cu un program documentar intitulat Apink News, care a fost difuzat pe canalul de cablu TrendE timp de trei sezoane (2011–2012). Au apărut într-un alt reality show, Birth of a Family, din 2011 până în 2012. În 2014, Apink a apărut într-un alt reality show, MBC Every 1's Showtime, și a fost subiectul celui de-al treilea sezon.

### Reality show-uri
| An           | Titlu              | Rețea                 | Notă          |
| ------------ | ------------------ | --------------------- | ------------- |
| 2011–2012    | Apink News         | TrendE                |               |
| 2011–2012    | Birth of Family    | KBS2                  | With Infinite |
| 2013–prezent | Apink Diary        | Apink YouTube Channel |               |
| 2014         | Apink's Showtime   | MBC Every 1           |               |
| 2016         | Extreme Adventures | Naver Vapp            |               |
| 2017         | Finding X-PINK     | Naver Vapp Ch+        |               |
| 2017–2018    | Put Your Hands Up  | Naver Vapp Ch+        |               |
| 2019         | Everybody Ready    | Naver Vapp Ch+        |               |
| 2020         | Idol Tour          | 1theK Originals       |               |

## Premii și nominalizări
Grupul a câștigat premii la spectacole precum la cea de-a 26-a ediție a premiilor Golden Disc Awards, la cea de-a 21-a ediție a premiilor Seoul Music Awards și la cea de-a 13-a ediție a Mnet Asian Music Awards. Primul lor câștig al unui program muzical a fost la M Countdown pe 5 ianuarie 2012, pentru „My My” de pe al doilea EP Snow Pink.

## Legături externe
- ko Site web oficial